# Biskupi Bougainville
Biskupi Bougainville – administratorzy, biskupi diecezjalni i biskup pomocniczy prefektury (od 1898) Niemieckich Wysp Salomona, (od 1904) Północnych Wysp Salomona, (od 1930) wikariatu apostolskiego, a od 1966 diecezji Bougainville.

## Biskupi

### Biskupi diecezjalni
| Lata urzędowania | Biskup | Biskup                | Uwagi                                                                                            |
| ---------------- | ------ | --------------------- | ------------------------------------------------------------------------------------------------ |
|                  |        | Giuseppe Forestier SM | prefekt Niemieckich Wysp Salomona w latach 1898–1918, od 1904 Północnych Wysp Salomona           |
|                  |        | Maurizio Boch SM      | prefekt Północnych Wysp Salomona w latach 1920–1930                                              |
|                  |        | Thomas James Wade SM  | wikariusz Północnych Wysp Salomona w latach 1930–1960                                            |
| 1966–1974        |        | Leo Lemay SM          | wikariusz Północnych Wysp Salomona w latach 1960–1966, następnie biskup diecezjalny Bougainville |
| 1974–1996        |        | Gregory Singkai       |                                                                                                  |
| 1999–2009        |        | Henk Kronenberg SM    |                                                                                                  |
| 2009–2019        |        | Bernard Unabali       |                                                                                                  |
|                  |        | Francesco Panfilo SDB | administrator apostolski sede vacante w latach 2019–2020                                         |
| od 2020          |        | Dariusz Kałuża MSF    |                                                                                                  |

### Biskup pomocniczy
| Lata urzędowania | Biskup | Biskup          | Uwagi                                     |
| ---------------- | ------ | --------------- | ----------------------------------------- |
| 2006–2009        |        | Bernard Unabali | następnie biskup diecezjalny Bougainville |